# ノース・マイアミ
ノース・マイアミ（North Miami）は、アメリカ合衆国フロリダ州のマイアミ・デイド郡にある都市。人口は6万0191人（2020年）。マイアミの北16キロメートルに位置している。

## 解説
1920年頃までマイアミとフォートローダーデールの間には町らしい町はなくサトウキビ畑や果樹園が点在しているだけだった。1920年代に入ると「フロリダ不動産ブーム」が起こり分譲住宅地が造成された。主な顧客は退役軍人や高齢者だった。
人口が急増したため、1926年に町として法人化した。町名は「マイアミ海岸」（Miami Shores）だった。
第二次世界大戦後も人口は増加を続け、それに伴う問題も表面化したため、住民投票を実施して新しい統治機構を導入することを決定した。
1953年にシティー・マネージャー制を採用し、同時に市制施行して市名を「ノース・マイアミ」とした。
2020年国勢調査によれば、住民はアフリカ系アメリカ人とヒスパニックの比率が高い 。

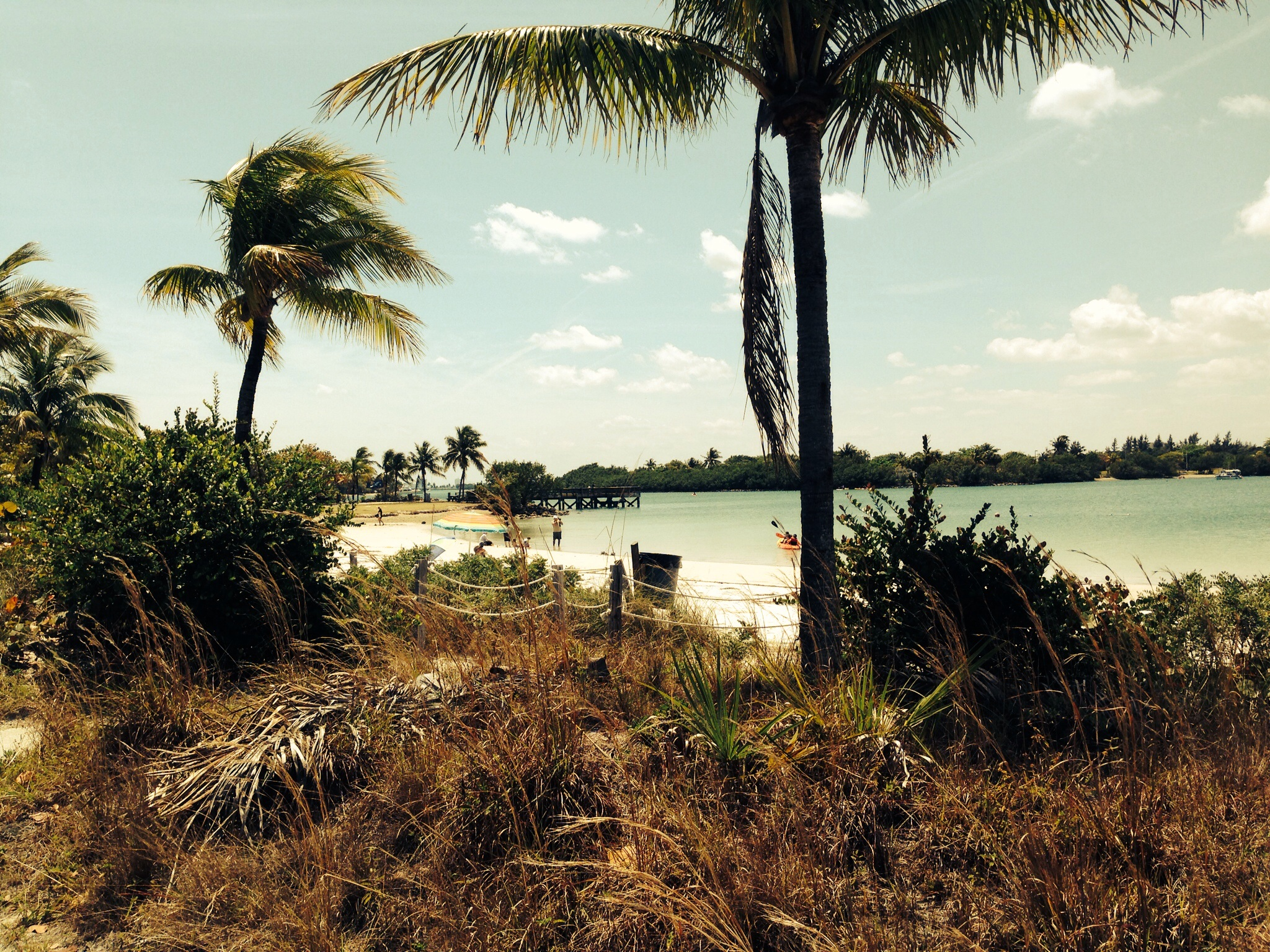
ノース・マイアミの海岸